# Huevo de Alejandro III a caballo
El huevo de Pascua "Monumento a Alejandro III" ( huevo de Pascua con un modelo del monumento a Alejandro III ) es una pieza de joyería hecha por Carl Faberge por orden del emperador ruso Nicolás II en 1910 como regalo de Pascua para la madre del emperador María Fiódorovna.

## Historia
La tradición de regalar huevos Faberge surgió en 1885, cuando Alejandro III encargó un huevo con una gallina a Carl Faberge como regalo para su esposa Maria Feodorovna. La emperatriz quedó tan fascinada con el regalo que Faberge recibió un pedido para hacer un huevo cada año, convirtiéndose en el joyero de la corte. Después de la muerte de Alejandro III, su hijo Nicolás II mantuvo la tradición dando dos huevos cada año: uno a su madre, la emperatriz viuda María Feodorovna, y otro a su esposa, la emperatriz reinante Alexandra Feodorovna. En 1910, por 14.700 rublos, como regalo de Pascua para Maria Feodorovna, Nicolás II encargóeste huevo. El monumento a Alejandro III, erigido un año antes, fue tomado como base. Este monumento, en la plaza Znamenskaya en San Petersburgo, frente a la estación de tren Nikolaevsky, fue erigido instancias del hijo de Nicolás II, quien realizó el sueño de su padre de construir un ferrocarril desde la parte europea de Rusia a Vladivostok. Su autor del monumento fue el escultor Pavel Trubetskoy. El monumento fue recibido de manera ambigua en la sociedad, hubo muchas críticas. Fue llamado "una caricatura del rey".
En 1918, las autoridades soviéticas confiscaron todos los huevos de Fabergé, excepto el " Georgievsky ". Entre ellos estaba el "Monumento a Alejandro III". Hasta 1927, se mantuvo en el Fondo Monetario de Narkomfin. Desde 1927 se ha almacenado en la Armería del Kremlin de Moscú.

## Diseño
De estilo renacentista, está realizado en cristal de roca decorado con un grabado que forma un marco con hojas de laurel atadas y a los lados dos consolas de platino en forma de águilas bicéfalas heráldicas con coronas incrustadas con diamantes de talla rosa. La parte superior del huevo está adornada con un enrejado tachonado con diamantes de talla rosa. El año “1910” está grabado bajo un gran diamante. Sostenida por dos columnas verticales con racimos de bayas y querubines en la parte superior (material platino y diamantes). La peana es pentagonal y esta realizada en cristal grabado con ángeles de platino en las esquinas que sostienen el anillo en el que descansa el propio huevo.
En el interior del huevo, sobre un podio rectangular realizado en lapislázuli con una tira de diamantes en todo el perímetro, se encuentra una copia en miniatura del monumento a Alejandro III, realizada en oro, apoyada sobre jade y adornada con diamantes talla rosa..
Según la principal investigadora de los Museos del Kremlin de Moscú, Tatiana Muntyan, el producto es "un verdadero himno al platino y al diamante" .